# ? (Neal Morse)
? è il settimo album in studio del cantautore statunitense Neal Morse, pubblicato il 1º novembre 2005 dalla Radiant Records.

## Descrizione
Costituito da dodici brani, Neal Morse ha spiegato che il soggetto principale dell'album è il Tabernacolo.

## Tracce
Testi e musiche di Neal Morse, eccetto dove indicato.
1. The Temple of the Living God – 6:13
2. Another World – 2:36
3. The Outsider – 2:21 (Neal Morse, Mike Portnoy, Randy George)
4. Sweet Elation – 2:32
5. In the Fire – 7:24
6. Solid as the Sun – 6:12
7. The Glory of the Lord – 1:41
8. Outside Looking In – 4:19
9. 12 – 6:46
10. Entrance – 6:22
11. Inside His Presence – 5:30
12. The Temple of the Living God – 4:27

## Formazione
Musicisti
- Neal Morse – voce, tastiera, chitarra, arrangiamento
- Randy George – basso, arrangiamento
- Mike Portnoy – batteria, arrangiamento

Produzione
- Neal Morse – produzione
- Rich Mouser – missaggio
- Ken Love – mastering